# Tamborrada
Een Tamborrada of Tamborada is een traditionele gebeurtenis die plaatsvindt in diverse dorpen en steden in Spanje, waarbij groepen tamboers voor langere tijd intensief trommelen, zowel overdag als 's nachts. Veel tamborradas zijn verbonden met de viering van de Goede Week, en ook zijn er die een militaire oorsprong hebben, zoals de tamborrada van San Sebastian. Sinds 2018 staan de tamborradas op de immaterieel cultureel erfgoedlijst van UNESCO.